# Phidippus albulatus
Phidippus albulatus là một loài nhện trong họ Salticidae.
Loài này thuộc chi Phidippus. Phidippus albulatus được Frederick Octavius Pickard-Cambridge miêu tả năm 1901.